# LXV. Armeekorps
LXV. Armeekorps var en tysk armékår under andra världskriget. Kåren sattes upp den 22 november 1943.

## Befälhavare
Kårens befälhavare:
- General der Artillerie Erich Heinemann  28 november 1943–20 oktober 1944

Stabschef:
- Oberst Eugen Walter  20 december 1943–20 oktober 1944